# كارول ياجر
كارول ياجر (بالإنجليزية: Carol Yager)‏ (26 يناير 1960-18 يوليو 1994) هي امرأة أمريكية، وهي أحد أثقل الناس على الإطلاق، واقترب وزنها من 540 كجم.